# Дін Гуаньпен
Дін Гуаньпен (кит.: 丁觀鵬; бл. 1708 — бл. 1771) — китайський художник часів династії Цін. Вважається одним з найкращих художників Академії придворного живопису разом з Тан Даєм, Лан Шиніном, Чжан Цзунканом та Цзінь Тінбяо.

## Життєпис
Народився в містечку Шуньтянь (тепер частина Пекіну). Замолоду разом з молодшим братом Гуаньхе відданий до вчителя малювання. Навчався у французького єзуїта Жана-Дені Аттіре (в китайців відомого як Ван Чжічен). Ознайомився з західними техніками малювання завдяки Джузеппе Кастільйоне. 1726 року увійшов до Академії придворного живопису. Відтоді працював тут до самої смерті. 1741 року отримав звання хуахуаженя (придворного художника) 1-го розряду з зарплатнею 11 лян срібла щомісячно.

## Творчість
У його доробку близько 200 сувоїв. Переважно малював портрети — буддистських ченців, даосів, визначних чиновників, членів імператорської родини. Також був пейзажистом. Його роботи відзначаються колоритом, майстерністю використання світла і тіні, використовував передній, середній та далекій плани, поєднуючи китайську і європейську техніки живопису. Робив копії відомих китайських художників.
Відомі роботи: «Будди безсмертного життя» (1761 рік), «Проповідь Будди» (1770 рік), «Слова любові середньої наложниці», «Мир починається з Нового року», «Малюнки походження царства Дхарми» (1767 рік), копія сувою «Німфи річки Луо» (1754 рік).